# كلورسلفورون
الكلورسلفورون هو مبيد أعشاب الكلورسلفورون هو مبيد أعشاب مثبط لتصنيع الأسيتولاكتات، ويحتوي على سلفونيل اليوريا.
اكتشف الكيميائي جورج ليفيت مركب الكلورسلفورون لأول مرة في فبراير من عام 1976 أثناء عمله في شركة دوبونت الأمريكية التي تخصصت في إنتاج الكيماويات ومن ثم حصلت الشركة على براءة اختراع مركب الكلورسلفورون.
أنتجت شركة دوبونت للكيماويات مبيد الكلورسلفورون والذي بيع تجاريا في أمريكا الشمالية تحت اسم غلين بدءا من عام 1982، ثم غيرت الشركة اسم المنتج التجاري بعد ذلك ليصبح تيلار.

## التحضير
كانت شركة دوبونت للكيماويات بالولايات المتحدة الأمريكية صاحبة أول براءة اختراع لمركب الكلورسلفورون حين انتجته في عام 1977 من خلال تكثيف 2-أيزوثانات بنزين سلفونيل الكلور باستخدام مركب 2-أمين 4-ميزوكسي-6_ميثيل-1,3,5-التريازين لتكوين سلفونيل اليوريا.

## آلية العمل
ينتمي مركب الكلورسلفورون إلى المجموعة الثانية من فئة مبيدات الأعشاب التي تعمل على تثبيط تصنيع الأسيتولاكتات بحسب تصنيف اتحاد كروب لايف الدولي لحماية المحاصيل الزراعية.

## الفعالية
يوفر مركب الكلورسلفورون مقاومة واسعة النطاق للأعشاب الضارة في جميع أنحاء قارة أمريكا الشمالية.

## الاستخدام

### الاستخدام في مقاومة الأعشاب

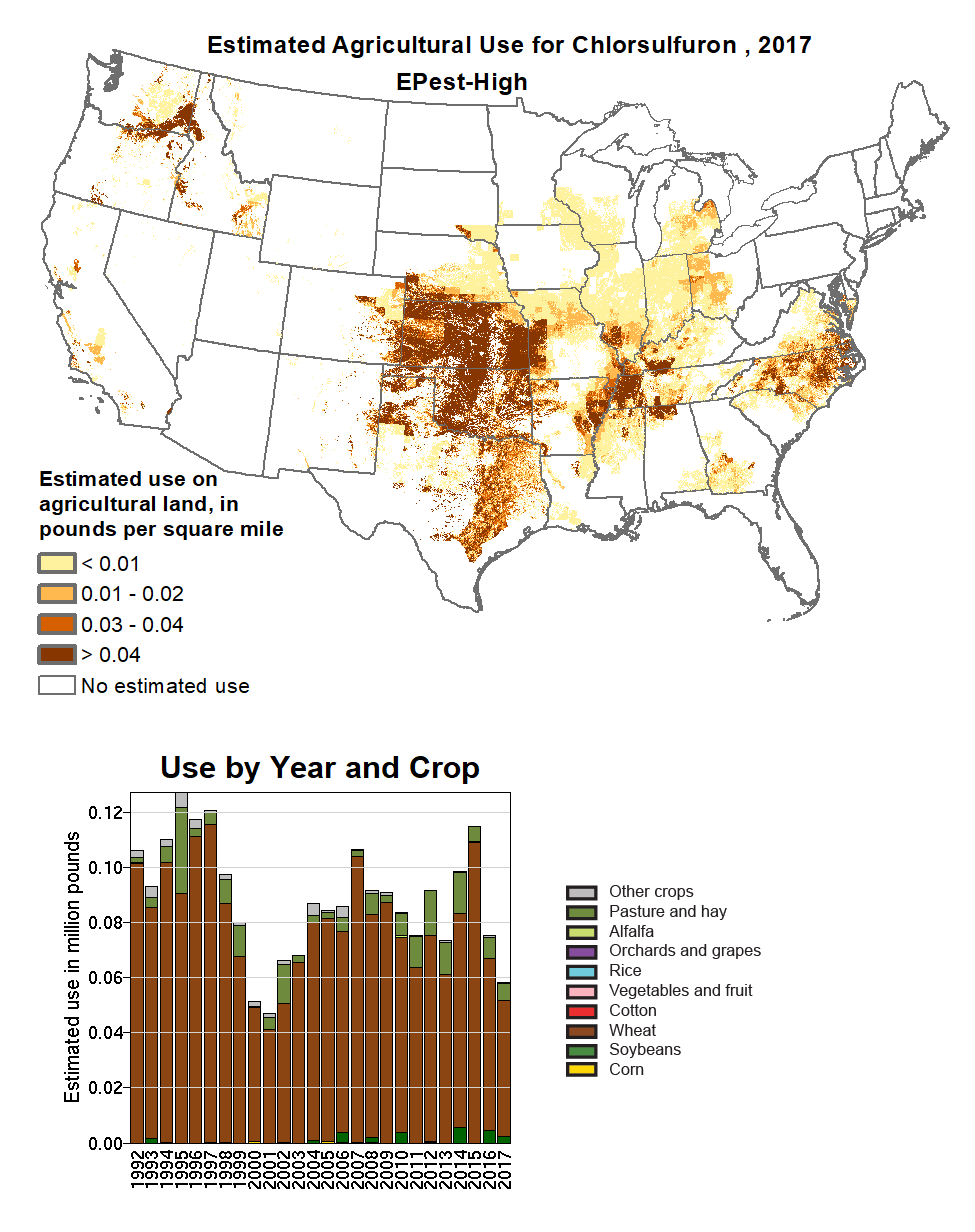
تقديرات هيئة المسح الجيولوجي الأمريكية لاستخدام الكلورسلفورون في الولايات المتحدة حتى عام 2017

يستخدم مركب الكلور سلفورون في مجموعة واسعة من الأنشطة للسيطرة على نمو الحشائش والأعشاب ذات الأوراق العريضة المهمة تجاريًا ولكن بمعدل الاستخدام الموصى به فهو آمن في الاستخدام بالنسبة للمحاصيل المهمة مثل القمح.
عند رش التربة السليمة بمركب الكلورسلفورون يمكنه منع نمو الحشائش الناشئة فيها والسيطرة عليها، كما أن رش التربة بمبيد الكلورسلفورون في حالة وجود الأعشاب الضارة بالفعل في المحصول سيؤدي أيضًا إلى السيطرة على نمو هذه الأعشاب. يمكن استخدام منتج الكلورسلفورون بمعدلات استخدام  تبدأ من 0.008 وتصل إلى 0.0155 رطل لكل فدان (9.0 - 17.4 جم / هكتار)، وهو معدل الاستخدام الامثل له في الزراعة كما حددته الخدمة الجيولوجية الأمريكية. في الفترة من عام 1992 إلى عام 2017، وهو آخر تاريخ تتوفر فيه الأرقام لدينا، استخدم في الزراعة ما يصل إلى 120.000 رطلا من مركب الكلورسلفورون (54.000 كجم) كل عام. يستخدم المركب بشكل رئيسي في القمح ولكن أيضًا في المراعي.
في مناطق شمال غرب المحيط الهادئ لأمريكا الشمالية يوصى باستخدام مركب الكلورسلفورون بمفرده أو مع مركب أمينو البيراكلور الحلقي للسيطرة على أعشاب القنطريون الصيفي، والقنطريون الجيري، والقنطريون الأيبيري.

### الاستخدام في الهندسة الوراثية
تستخدم الجينات التي تنقل مقاومة الكلورسلفورون في أبحاث الهندسة الوراثية على النباتات مثلما في نبات القرنفل الشائع، وحشيشة الكبد المائية، كعلامات انتقائية عند محاولة تحورها مع جينات أخرى،
كما تم أيضًا جعل المحاصيل مقاومة بشكل متعمد ، على سبيل المثال في الذرة / الذرة بواسطة McCabe et al 1988 باستخدام القصف بالجين ذي الصلة المرتبط بجزيئات التنغستن.